# Pachnobia imperita
Pachnobia imperita är en fjärilsart som beskrevs av Jacob Hübner 1827. Pachnobia imperita ingår i släktet Pachnobia och familjen nattflyn. Inga underarter finns listade i Catalogue of Life.